# George C. Peery
George Campbell Peery, född 28 oktober 1873 i Cedar Bluff i Virginia, död 14 oktober 1952 i Richlands i Virginia, var en amerikansk demokratisk politiker. Han var ledamot av USA:s representanthus 1923–1929 och Virginias guvernör 1934–1938.
Peery utexaminerades 1894 från Emory and Henry College. Han arbetade sedan som rektor för Tazewell High School 1894–1896 och studerade juridik vid Washington and Lee University. År 1897 inledde han sin karriär som advokat i Tazewell. Han blev invald i representanthuset i kongressvalet 1922, omvaldes två gånger och beslutade sig för att inte ställa upp en gång till i kongressvalet 1928.
Peery efterträdde 1934 John Garland Pollard som guvernör och efterträddes 1938 av James Hubert Price. Metodisten Peery avled 1952 och gravsattes på Maplewood Cemetery i Tazewell County.